# Souleymane Traoré
Souleymane Pinda Traoré (nacido el 16 de junio de 2002 en Kayes (Mali)), es un jugador de baloncesto maliense que pertenece a la plantilla del Club Baloncesto Zamora de la Liga LEB Plata. Con una altura oficial de 2,10 metros, juega en la posición de pívot. Es internacional con la Selección de baloncesto de Malí.

## Trayectoria
Es un pívot formado en las categorías inferiores del Unicaja Málaga de la Liga Endesa donde llegó con 15 años y 2,09 metros de altura. En las temporadas 2018-19 y 2019-20, forma parte del filial de Unicaja Málaga de Liga EBA, con el que disputó 15 partidos con una media de 12 minutos en juego, 4,1 puntos, 60% en tiros de campo, 4,3 rebotes y 0,2 tapones. 
En 2019 sufre una lesión en el Adidas Next Generation de la Euroliga, evento internacional celebrado en Valencia. 
En la temporada 2020-21, firmó por el Santo Domingos Betanzos de Liga EBA donde pudo comenzar su etapa profesional en el equipo coruñés, con el que participó 14 partidos con una media de 18 minutos, 4,1 puntos, 7,0 rebotes, 0,6 robos y 0,4 tapones.
El 1 de agosto de 2021, firma por el Club Baloncesto Zamora de la Liga LEB Plata.
En su tercera temporada en el conjunto zamorano, lograría el ascenso a la Primera FEB, pese a sufrir una lesión de rodilla que apenas le permitió participar durante la temporada.
El 20 de agosto de 2024, renueva por el Club Baloncesto Zamora para jugar en la Primera FEB, durante la temporada 2024-25.

### Internacional
Traoré ha sido internacional con su selección en la Copa del Mundo FIBA Sub-19 de 2021, jugando 7 partidos con su selección (2,0 puntos, 1,7 rebotes y 0,6 asistencias).